# Elfriede Moser-Rath
Elfriede Moser-Rath (* 3. Februar 1926 in Wien; † 1. November 1993 in Unterhaching) war eine österreichische Volkskundlerin und Erzählforscherin.
Sie promovierte 1949 in Wien mit der Arbeit Studien zur Quellenkunde und Motivik obersteirischer Volksmärchen aus der Sammlung Pramberger.
1955 heiratete sie Hans Moser, den Leiter der Bayerischen Landesstelle für Volkskunde in München, und verließ Wien, wo sie eine erste Anstellung am Österreichischen Museum für Volkskunde erhalten hatte. 1969 ging sie als Assistentin nach Göttingen, wo sie in der Redaktion der Enzyklopädie des Märchens mitarbeitete. 1982 wurde sie Professorin für Volkskunde.
Die Gelehrte war eine der herausragenden Vertreterinnen einer historischen Erzählforschung, die insbesondere im Bereich der barocken katholischen Predigtliteratur bahnbrechende Quellenarbeiten vorgelegt hat. Daneben erforschte sie auch die Schwankliteratur der frühen Neuzeit.

## Werke (Auswahl)
- Predigtmärlein der Barockzeit. Exempel, Sage, Schwank und Fabel in geistlichen Quellen des oberdeutschen Raumes. Hrsg. von Elfriede Moser-Rath. Berlin [u. a.] 1964.
- „Lustige Gesellschaft“. Schwank und Witz des 17. u. 18. Jahrhundert in kultur- u. sozialgeschichtlichem Kontext. Stuttgart 1984, ISBN 3-476-00553-4.
- Dem Kirchenvolk die Leviten gelesen. Alltag im Spiegel süddeutscher Barockpredigten. Stuttgart 1991, ISBN 3-476-00740-5.
- Kleine Schriften zur populären Literatur des Barock. Hrsg. von Ulrich Marzolph u. a., Göttingen 1994, ISBN 3-509-01651-3.